# Erzgebirgische Landschaftskunst
Die Sammlung Erzgebirgische Landschaftskunst ist eine öffentlich zugängliche Kunstsammlung, die im Bergbaumuseum Oelsnitz sowie im Museum Schloss Schlettau verwahrt und gezeigt wird. Eigner der Sammlung ist der Erzgebirgskreis.

## Geschichte
Im Jahr 2003 wurde mit dem Sammeln des künstlerischen Erbes des Erzgebirges begonnen. Durch Schenkungen und Käufe kamen so im Laufe der Jahre (Stand 2022) etwa 2500 Werke zusammen, die sich mit der Natur, aber auch dem kulturellen Erbe der Bergbauregion Erzgebirge befassen. Diese wurden von etwa 100 verschiedenen Künstlern geschaffen. Jährlich findet eine Ausstellung mit einer repräsentativen Auswahl an Neuzugängen statt. Der Kurator Alexander Stoll stellt zudem jährlich Neuzugänge in den Erzgebirgischen Heimatblättern vor.

## Künstler (Auswahl)
In der Sammlung sind Werke zahlreicher bekannter und weniger bekannter Künstler des Erzgebirges enthalten, z. B.
- Elisabeth Ahnert (1885–1966), Künstlerin
- Walter Arnold (1909–1979), Bildhauer
- Helmut Brückner (* 1952), Maler und Grafiker
- Erich Buchwald-Zinnwald (1884–1972), Landschaftsmaler und Holzschneider
- Max Christoph (1918–2013), Maler
- Elisabeth Decker (* 1931), Malerin und Grafikerin
- Ernst Hecker (1907–1983), Maler und Grafiker
- Heinz Heger (1932–2000), Holzkünstler
- Klaus Hirsch (1941–2018), Maler, Grafiker und Designer
- Alfred Hofmann-Stollberg (1882–1962), Maler, Grafiker und Kunsterzieher
- Georg Höhlig (1879–1960), Maler des Spätimpressionismus
- Konrad Knebel (1932–2025), Maler und Grafiker
- Rudolf Letzig (1903–1989), Maler und Grafiker
- Rudolf Manuwald (1916–2002), Maler, Grafiker und Metallgestalter
- Walther Matzdorff (1901–1951), Maler, Grafiker und Zeichenlehrer
- Otto Müller-Eibenstock (1898–1986), Maler, Grafiker und Textil-Formgestalter
- Dagmar Ranft-Schinke (* 1944), Malerin und Grafikerin
- Will Schestak (1918–2012), Porträtmaler, Zeichner und Lithograf
- Fritz Schönfelder (1943–2020), Maler, Grafiker und Objektkünstler
- Klaus Sobolewski (1962–2006), Maler, Grafiker und Lyriker
- Heinz Tetzner (1920–2007), Maler und Grafiker des Expressionismus
- Kurt Teubner (1903–1990), Maler und Grafiker
- Hugo Paul Türke (1905–1982), Maler
- Max Uhlig (* 1937), Maler
- Roland Unger (1941–2022), Maler und Kunsterzieher
- Johannes Weidenbörner (1890–1952), Maler
- Hans Weiß (1914–1984), Grafiker und Kunstmaler
- Carl-Heinz Westenburger (1924–2008), Maler, Grafiker, Denkmalpfleger und Naturschützer